# Stretto di Tanfil'ev
Lo stretto di Tanfil'ev (in russo пролив Танфильева) è un braccio di mare nell'oceano Pacifico settentrionale che separa l'isola Tanfil’eva da Jurij e Anučina, nella piccola catena delle isole Curili (Малая Курильская гряда). Si trova nel Južno-Kuril'skij rajon dell'oblast' di Sachalin, in Russia. 
Lo stretto porta il nome del geografo e botanico russo Gavriil Ivanovič Tanfil'ev (Гавриил Иванович Танфильев, 1857-1928).
Lo stretto di Tanfil'ev collega lo stretto Južno-Kuril’skij con l'oceano Pacifico, a sud-est sbocca nello stretto di Jurij. È largo circa 6 km.